# Krykulec

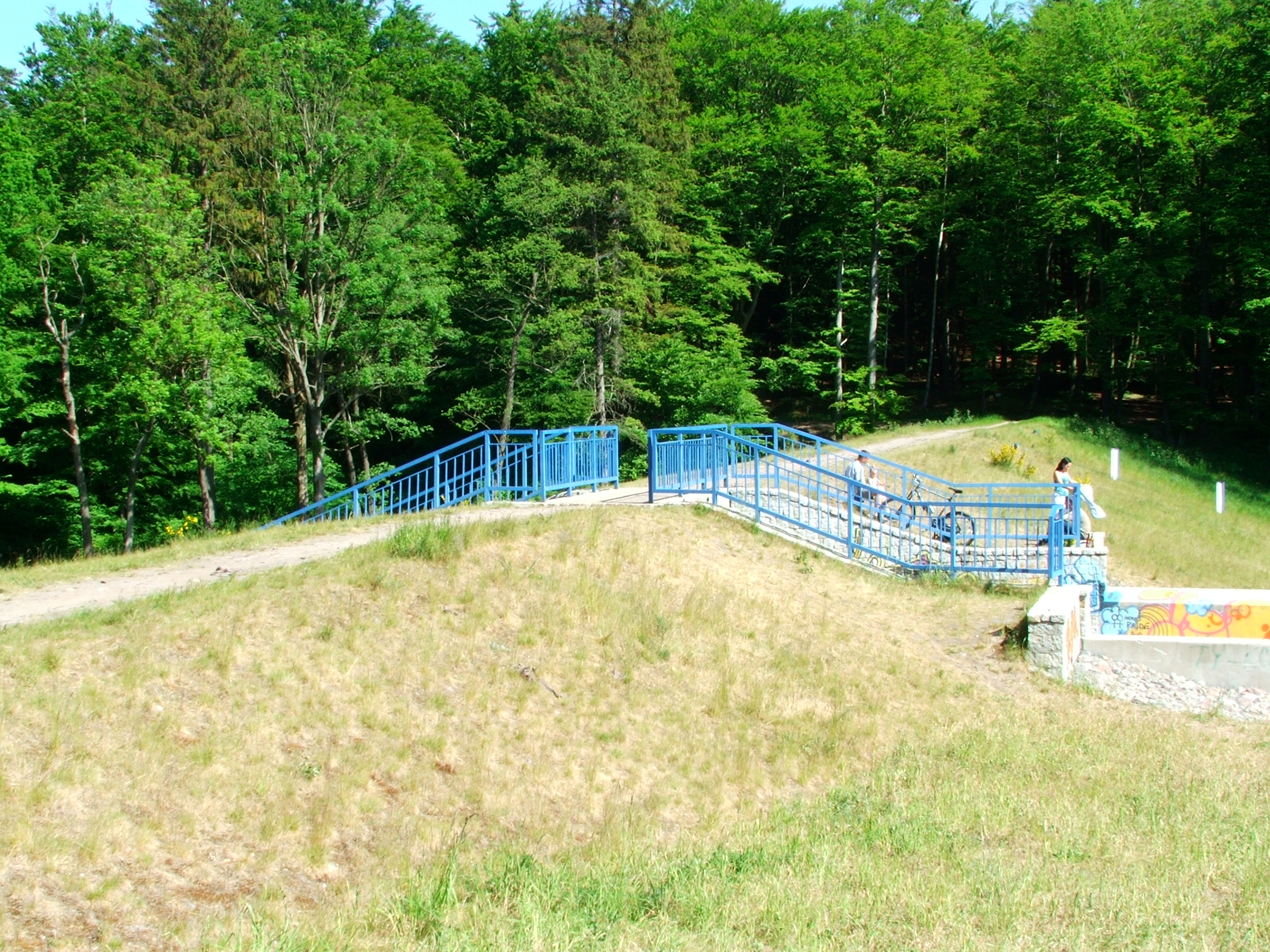
Zbiornik retencyjny "Krykulec"

Krykulec (Krykulec Leśny, niem. Krückwald, kasz. Krëkólc) – osada leśna (dawna leśniczówka) położona na terenie Gdyni w granicach dzielnicy Mały Kack. 
Krykulec stanowi część obszaru Trójmiejskiego Parku Krajobrazowego. Zlokalizowany jest w dolinie rzeki Kaczej, w sąsiedztwie rezerwatu przyrody Kacze Łęgi. Centralną część osady stanowi polana, która służy jako zbiornik retencyjny na potoku Źródło Marii.
Przez Krykulec przebiega magistrala węglowa, której torami odbywa się ruch pociągów (zazwyczaj są to szynobusy) pomiędzy Gdynią a Kościerzyną. 
Przed laty nazwa Krykulec odnosiła się do większego niż obecnie obszaru współczesnej Gdyni. Nazwę tę bowiem nosiły również:
- sąsiednia leśniczówka (jej budynek przestał istnieć w połowie XX w.), zlokalizowana w obecnych granicach dzielnicy Karwiny, w bezpośrednim sąsiedztwie Trójmiejskiej Obwodnicy. Miejsce, w którym zachowały się do dziś pozostałości wybudowania (łąka, sad, staw, fundamenty budynków), aktualnie nazywane jest Polaną Krykulec. Planowana jest tu budowa dwóch zbiorników retencyjnych na rzece Kaczej.[1]
- osada na terenie dzisiejszej dzielnicy Dąbrowa (Krykulec II),
- nastawnia kolejowa na terenie Małego Kacka (Zawady).
- las i przyległe do niego pole w Wielkim Kacku (Krëkólc - po kaszubsku kpiarz, lub figlarne określenie na echo, odgłos)[2]